# Wilfried Maret
Wilfried Maret (* 19. Mai 1940 in Berlin) ist ein deutscher Kommunikations- und Industriedesigner, Erfinder, Konzept- und Baukünstler, Zeichner, Fotograf, Regisseur, Kurator und Fachautor, der seinen Lebensmittelpunkt 1964 in die Schweiz verlegt hat.

## Leben
Nach Evakuierung der Familie von Berlin nach Oberbayern im Jahr 1942 – sein Vater war Feinmechaniker und Mitarbeiter eines Teils des Helmholtz-Instituts, der während des Zweiten Weltkriegs vorsorglich von Berlin auf den Wendelstein ausgelagert worden war – verbrachte er seine Kindheit auf dem Lande zwischen Lech und Ammersee, ab 1951 seine Jugend in München.
Nachdem ihm im Elternhaus eine populärwissenschaftliche und musische Früherziehung zuteilgeworden war, studierte er von 1957 bis 1963 an der Schule für Kunst und Handwerk in Saarbrücken: Grundlehre bei Oskar Holweck, bei Boris Kleint freie und angewandte Malerei, bei Robert Sessler Grafikdesign und Fotografik bei Joachim Lischke, Assistent von Otto Steinert. Ergänzend Workshops in der Klasse des Industriedesigners Peter Raacke. Regelmäßige Studienreisen führten ihn nach Paris. Der Abschluss der Schule in Saarbrücken erfolgte mit Diplom in Grafikdesign, den Vorsitz der Prüfungskommission hatte Anton Stankowski.
1963 wurde er an der Staatlichen Hochschule für bildende Künste in Berlin ins 6. Fachsemester Industrielle Formgebung (Diplomreife für Industriedesign) bei Wilhelm Braun-Feldweg aufgenommen und von seinem Lehrer als wissenschaftlicher Mitarbeiter angestellt. In Berlin lebte er in Wohngemeinschaften mit bildenden Künstlern und Musikern in Charlottenburg und Kreuzberg. Mit dem Stresemann-Stipendium der Stadt Berlin ging er ans Royal College of Art nach London, School of Industrial Design/Engineering bei Sir Misha Black und School of Graphic Design bei Richard Guyatt. In London entwickelte sich eine Studien- und Wohngemeinschaft mit Nick Butler und Peter Isherwood, später BIB Design/Butler Isherwood Bartlett. Schlüsselseminar „The verbicovisual in poetry“ mit Dom Pierre-Sylvester Houédard am RCA. Studienbesuche in Zürich, Basel und Bern.
In den 1960er und 1970er Jahren unternahm er zahlreiche Geschäfts- und Studienreisen durch West- und Osteuropa, Nordafrika, Israel, die USA und die UdSSR. Dies war der Beginn einer langjährigen Reihe von Reise- und Städtezeichnungen. 1970 wurde er zum ständigen redaktionellen Mitarbeiter bei Format, Zeitschrift für verbale und visuelle Kommunikation, berufen und schrieb seither eine Reihe von fachspezifischen Beiträgen, Glossen, Essays und Vorträgen zu Themen freier und angewandter Gestaltung, zum beruflichen Selbstverständnis und zu Fragen der Identitätsbildung in öffentlichen und privatwirtschaftlichen Körperschaften.
Seit 1964 ist Wilfried Maret in der Schweiz als Kommunikations- und Industriedesigner sowie als freischaffender Künstler tätig. Er ist seit 1971 verheiratet mit Éva Bilicsi, Tochter des ungarischen Schauspielers Tivadar Bilicsi, und hat mit ihr zwei Kinder.

## Künstlerische Aktivitäten
Das Spannungsfeld zwischen Natur und Technik bzw. dessen Simulation hat das gestalterische Leben von Wilfried Maret immer wieder entscheidend beeinflusst. Dabei ist die Grundlehre seines primär prägenden Lehrers Oskar Holweck, die weitgehend auf dem Bauhaus-Vorkurs von Johannes Itten aufgebaut war, dessen Prinzipien in erster Linie von Boris Kleint, einem späten Itten-Schüler in Berlin, an die Schule für Kunst und Handwerk nach Saarbrücken gelangt waren, für ihn im Laufe seines Lebens und Arbeitens immer mehr zu einer universellen Bildungslehre jenseits einer reinen Bildlehre geworden. Ein Schwerpunkt seiner künstlerischen Tätigkeit lag und liegt dabei auf dem bionischen, aus naturwissenschaftlichen und naturpsychologischen Beobachtungen entstandenen „Cosmobil“, einem konstruktivistischen, sich kybernetisch-kinetisch selbst regulierenden, nicht humanoiden Naturroboter, der über computergraphische und computermusikalische Installationen schließlich zum interaktiven Generator für „Cosmographie“ und „Cosmophonie“ geworden ist.
Seit 1958 schuf Maret freie Arbeiten mit künstlerischen Phänomenen aus Natur und Technik, insbesondere mit kybernetisch-kinetischen Prozessen zur Generierung „urheberloser“ Kunstwerke. In diese Kategorie gehören auch seine Objets trouvés und Ready-mades. 1962 war er beteiligt an der Gemeinschaftsausstellung „Junge Künstler im Graphischen Kabinett“, Saarbrücken. Daraus erfolgte seine Gründung der Gruppe „Soledades“ (Raumbilder/Peinture Spaciale) mit Wolfgang Anatol Bäuml, Ewerdt Hilgemann und Günter Wilkes.
1964–72 entstanden freie Arbeiten mit seriellem, stark programmatischem Charakter sowie Multiples. 1967 konzipierte er ein Exposé zur Teilnahme der Bundesrepublik Deutschland an der Expo ’70 von Osaka zum Thema „Fortschritt und Harmonie für die Menschheit“: Ein „Grossraum-Cosmobil“ mit einem Kommunikationszentrum unter offener, tonnenschwer auf einem einzigen Punkt kybernetisch-kinetisch selbsttragend schwebender Dacharchitektur in Anlehnung an einen Raumgleiter zur Visualisierung des komplexen Themas „Erde“. 1968 begann die sanfte Transplantation einer abbruchgeweihten, ca. 300-jährigen Riegelbaute aus Schloss St. Andreas in Cham bei Zug (Schweiz) nach Arth auf 700 m ü. M. am anderen Ende des Zugersees, womit das architektonische Ready-made bzw. Objet trouvé über die Jahre zur Behausung seiner künstlerischen Objekte und seiner freien und angewandten gestalterischen Aktivitäten wurde. Start des interdisziplinären Langzeitprojektes „Galerie COSMOCO“ und Beginn der Entwicklung der transplantierten Schlossbaute zum Gesamtkunstwerk.
1984 nahm er mit einem sturmsicheren Cosmobil an der Phänomena in Zürich teil. Ab 1985 realisierte und kuratierte er Galerie-Atelier „E“ für Ericsson Information Systems im denkmalgeschützten Haus zum Raben am Limmatquai in Zürich an weltberühmter Dada-Lage. Gründung der „Gruppe COSMOCO“. „Cosmobil“ an der Fenomena in Rotterdam. 1986 wurde ein „Cosmobil“ als Symbol für „soft technology“ im Technorama Winterthur aufgenommen. Weitere Aktivitäten: 1987 Projekt „CosmoCAD“ mit Robert Barré, CERISE, Centre Européen de Recherche d’Images de Synthèse bei RTL in Luxemburg; 1987–2003 „Vivenda Verde“ – sanfte Reanimierung einer portugiesischen Casa Velha als Dependance zu „Galerie COSMOCO“ in der Schweiz und als künstlerischer Fluchtpunkt für architektonische und alltägliche Suffizienz; 1988 „Gruppe COSMOCO“ (Interdisziplinäre Aktionsgemeinschaft Barré / Maret / Spoerri): „Vom Cosmobil über CosmoCAD und CosmoCAM zu Cosmographie und Cosmophonie“, Event zum dreijährigen Bestehen von Galerie-Atelier „E“ in Zürich, unter Mitwirkung von Herbert W. Franke. 1989/90: Verschiedene interaktive „Cosmobil / Cosmographie / Cosmophonie“-Installationen, z. B. „Cosmographonisches Ballett - audiovisuelle Skizzen aus dem Raumschiff Erde zum Thema Versöhnung zwischen Technik und Natur“ mit David Rokeby und dessen Very Nervous System, „Cosmobil / Cosmographie“-Installation für die neue S-Bahn von Zürich und „An den Grenzen zum urheberlosen Kunstwerk“ für die Nokia Data Art Collection, Zürich. 1994: Einladung zum IFG (Internationales Forum für Gestaltung), Ulm, Tagungsthema „Das Einfache“, Seminararbeit „Über die 3 als Phänomen im Einfachen an der Schwelle zum Komplexen. Ein Kompendium zu 9 empirisch gewonnenen Beispielen zur kleinsten gestalterischen Vielheit“, Intendanz: Eugen Gomringer. 1997: „Cosmographie“ Serie 3: „Deep inside matter - zwischen Ordnung und Chaos“.
Nach der Entwicklung einer Reihe von Funktionsprototypen wettergeschützter E-Bikes und E-Trikes seit der Jahrtausendwende, die er interdisziplinär mit künstlerischen Design-Performances zum Thema „Schubumkehr im motorisierten Individualverkehr“ verbunden hat, wandte er sich 2017 an der 1. Internationalen Biennale von Stansstad wieder dem freien künstlerischen Schaffen zu und eröffnete 2018 das bereichsübergreifende „design+artLAB postmoderne“ mit dem Ausstellungszyklus „Art Meets Science, Technology and Nature“ im Coworking Space der Office LAB Postplatz in der denkmalgeschützten alten Hauptpost von Zug (Schweiz).

## Kommerzielle Aktivitäten
Von 1964 bis 1972 hat Wilfried Maret die europäische Kommunikationszentrale für das wissenschaftliche Hochtechnologie-Unternehmen Varian Associates, Palo Alto (USA) in Zug (Schweiz) konzipiert und aufgebaut. (Die Brüder Russell und Sigurd Varian gelten neben William Hewlett und David Packard als Gründerväter des Silicon Valley.) 1973–74 war er Werbeleiter im Albert Müller Verlag, Rüschlikon, und 1974–75 bei Walter Herdeg, Graphis Verlag, Zürich, als Kunstbuchgestalter und Kommunikationsdesigner tätig. Ab 1975 ist er selbstständiger Kommunikationsberater und Designer mit Schwerpunkten bei internationalen Hightech-Unternehmen der Kommunikations- und Produktionsautomation. Das war auch der Start seines bis heute aktiven Netzwerks 1 + x, Arbeitsgemeinschaft für Marken- und Produktentwicklung.
Für seine wettergeschützten E-Bike- bzw. E-Trike-Modelle „eZe Bike“ und „eZe Trike“, die im Hinblick auf eine Plausibilisierung des motorisierten Individualverkehrs konzipiert wurden, erhielt er 2006 am Salon International des Inventions in Genf die Bronzemedaille bzw. 2008 an der Internationalen Erfindermesse in Nürnberg die Silbermedaille.

## Veröffentlichungen (Auswahl)
- 1970: „Oh du liebes Image du“ (form 50 und Format 26).
- 1970: „Öfter mal was Neues?“, gestaltungsphilosophische und andere Gedanken zum ‚visual image‘ von technisch-wissenschaftlichen und anderen Unternehmen, Teil 1 (Format 26).
- 1970: „Alle Jahre wieder...“ und „Öfter mal was Neues?“, Teil 2 (Format 27).
- 1971: „Tisch 80 - Preis 18“ (Format 30).
- 1971: „Die Werbung kommt - im COMECON“ (Format 31).
- 1971: „In-Format-tiefer Humor“ und „Es war einmal ein Mäppchen, das hiess Rotkäppchen“ (Format 32).
- 1972: „Öfter mal was Nettes“ (Format 37).
- 1972: „Ein Image für Moshe“ (Format 40).
- 1973: „Gedanken um Standbilder“ (m+a report 1).
- 1973: „Auftraggeber ‚Familie‘“ (Format 41).
- 1973: „Das ‚direkte‘ Erscheinungsbild“ (Direkt Marketing 3).
- 1974: „Aspekte der Kommunikation im Buchhandel“ (Format 50).
- 1974: „Design - wozu?, Aspekte einer sich wandelnden Design-Politik“ (Schweizer Maschinenmarkt 14).
- 1974: „Geschirr mit nahezu unbegrenzten Möglichkeiten“ (synthetic 2).
- 1975: „Nicht Design für Kaffeemühlen, sondern Design gegen Frustrationsmühlen“ (form 70).
- 1976: „Kreativität ist antizyklisch“ (Schweizerische Handelszeitung 38).
- 1976: „Antizyklisch“ (Der Werber 3) und „Chancen für ‚Cool shops?'“ (Der Werber 4).
- 1982: „Schön und grün: Ökologischer Funktionalismus“ (form 99).
- 1984: „Phänomene an der Phänomena“ (form 106).
- 1984: „Freie und angewandte Roboterkunst, automatisierte Kreativität“ (afagazette 1).
- 1985: „Galerie-Atelier ‚E‘“ (E-Bits 1).
- 1986: „Auf den Spuren des urheberlosen Kunstwerks, verbale und visuelle Fund- und Bruchstücke zu einem ebenso komplexen wie unkommerziellen Produktionsthema“ (afagazette 2).
- 1987: „Ausgezeichneter CI-Beitrag“ (Schweizer Manager 2).
- 1987: „Neuer Wein in alten Schläuchen“ (form 117).
- 1988: „Was ist Kunst, konkret-kybernetisch-konstruktivistische 3B-Simulation einer Frage, die eigentlich so lang wie hoch wie breit ist“ (afagazette 3).
- 1988: „Künstlerische Elektronikexperimente und kommerzielle Produkteschau“ (N-Bits 1).
- 1988: „Computer Kunst: Spiel mit dem Cosmobil - vom taktilen Reiz ästhetischer Formen“ (Schweizerische Handelszeitung 37).
- 1990: „An den Grenzen zum urheberlosen Kunstwerk“ (N-Bits 2).
- 1990: „A Glimpse of the Future“/„Ein Blick in die Zukunft“/„Une Vision du Futur“ (European Solutions 1).
- 1991: „Natur-Robotik“ (NC-Fertigung 4).
- 1992: „Mit dem Computer zurück zur Kunst?“ (Computer Art Faszination).
- 1994: „Denkkatastrophen“ (form 145).
- 1994: „Sanfte Haustransplantation“ (Schweizerische Handelszeitung 21).
- 1996: „form-kurios“ (form 153).
- 1997: „Konflikte im Corporate-Identity-Leitbild“ (Neue Zürcher Zeitung 111).
- 1998: „Designer Profile 1998/99: Gestalter stellen sich vor“ (Verlag form).
- 1998: „Expo-Visionen“ (Neue Zürcher Zeitung 78).
- 1998: „Klamauk“ (Cash 10)
- 1998: „Lauwarmes Pipi“ (SonntagsZeitung vom 4. Oktober 1998).
- 1999: „Leichtfertig“ (form 165).
- 1999: „Identitätszwängerei“ (SonntagsZeitung 4).
- 2002: „Expomat Nr. 1209: 1341 Projekte der Mitmachkampagne für eine Schweizer Landesausstellung“ (Edition Patrick Frey, Zürich).
- 2002: „Eine Idee, die ein Leben lang hält“ (Zuger Presse 48).
- 2006: „Nie mehr nass beim Velofahren“ (Zentralschweizer Medienverbund vom 30. April 2006).
- 2010: „Mit diesem Dreirad fährt er über den Gotthard“ (Luzerner Zeitung vom 30. Juni 2010).
- 2018: „Postmoderne in der alten Post“ (Zuger Zeitung vom 9. Juli 2018).
- 2018: „Eine postmoderne Ausstellung wird in der alten Zuger Post gezeigt“ (Luzerner Zeitung vom 9. Juli 2018).